# Colbert Clark
Colbert Clark (Galesburg, 31 agosto 1898 – Coronado, 4 maggio 1960) è stato uno sceneggiatore, regista e produttore cinematografico statunitense.
Si è particolarmente specializzato nella realizzazione di film western.

## Biografia
Come produttore alla Columbia Pictures, Clark fu responsabile della ripresa della produzione dei film di Durango Kid nel 1945, con The Return of the Durango Kid che fu il primo di 64 film sul personaggio prodotto dal 1945 al 1952. 

## Filmografia parziale

### Produzione
- The Boogie Man Will Get You, regia di Lew Landers (1942)
- Song of the Prairie, regia di Ray Nazarro (1945)
- Throw a Saddle on a Star, regia di Ray Nazarro (1946)
- Cowboy Blues, regia di Ray Nazarro (1946)
- Trail of the Rustlers, regia di Ray Nazarro (1950)
- Snake River Desperadoes, regia di Fred F. Sears (1951)

### Regia
- Eroi senza patria (The Three Musketeers) - serial cinematografico (1933)